# シュリニヴァーサ・ラマヌジャン
シュリニヴァーサ・ラマヌジャン（Srinivasa Ramanujan [ˈsriːnɪvɑːsə rɑːˈmɑːnʊdʒən]; 出生名:Srinivasa Ramanujan Aiyangar IPA: [sriːniʋaːsa ɾaːmaːnud͡ʑan ajːaŋgar], タミル語: சீனிவாச இராமானுஜன் [sriːniˈʋaːsə raːˈmaːnudʒən] ( 音声ファイル)、1887年12月22日 - 1920年4月26日）は、インドの数学者。純粋数学の正式な教育をほとんど受けていないが、極めて直感的かつ天才的な閃きにより、数学的解析、整数論、無限級数、連分数などのほか、当時解決不可能とされていた数学的問題の解決にも貢献し、「インドの魔術師」の異名を取った。

## 生涯

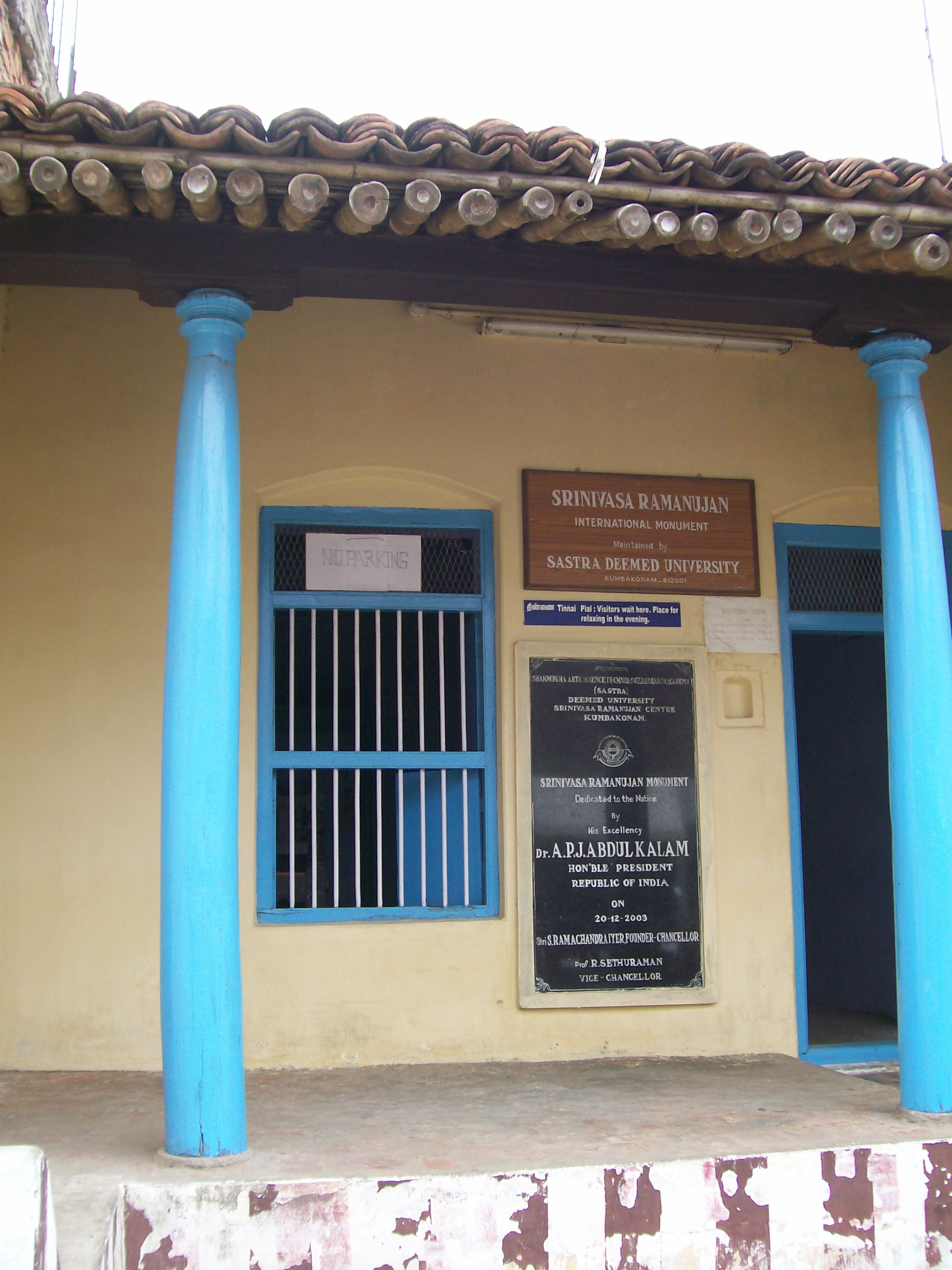
クンバコナムのサランガパニー通りにあるラマヌジャンの生家。

1887年、南インドのタミル・ナードゥ州タンジャーヴール県クンバコナムの極貧のバラモン階級の家庭に生まれた。幼少の頃より母親から徹底したヒンドゥー教の宗教教育を受ける。高校では全科目で成績が悪く、高等数学の正式な教育は受けていなかった。しかし15歳のとき、ジョージ・カーという数学教師が著した『純粋数学要覧』 (Synopsis of Pure Mathematics) という受験用の数学公式集に出会ったことで数学に没頭する。
奨学金を得てマドラスのパッチャイヤッパル大学に入学したが、数学に没頭するあまり他科目の授業に出席しなくなり、1906年12月にFellow of Arts号の学位認定試験に落第し、次の年度にも再び落第したため、奨学金を打ち切られて学位を得ないまま中途退学する。しばらく独学で数学の研究を続けていたが、やがて港湾事務所の事務員の職に就き、そこで上司の理解もあって、仕事を早めに終えて数学の研究に没頭していた。
ラマヌジャンは当初、孤立して自らの数学的研究を展開していたが、1913年に周囲の勧めもあって、イギリスのヒル（Micaiah John Muller Hill）教授、ヘンリー・フレデリック・ベイカー教授、アーネスト・ウィリアム・ホブソン教授に研究成果を記した手紙を出すも、全て黙殺される。だがケンブリッジ大学のゴッドフレイ・ハロルド・ハーディは、ラマヌジャンの手紙を読み、最初は「狂人のたわごと」程度にしかとらなかったものの、やがてその内容に驚愕するようになる。ラマヌジャンの成果には明らかな間違いや既知のものもあるが、中には「この分野の権威である自分でも真偽を即断できないもの」「自分が証明した未公表の成果と同じもの」がいくつか書かれていたからである。

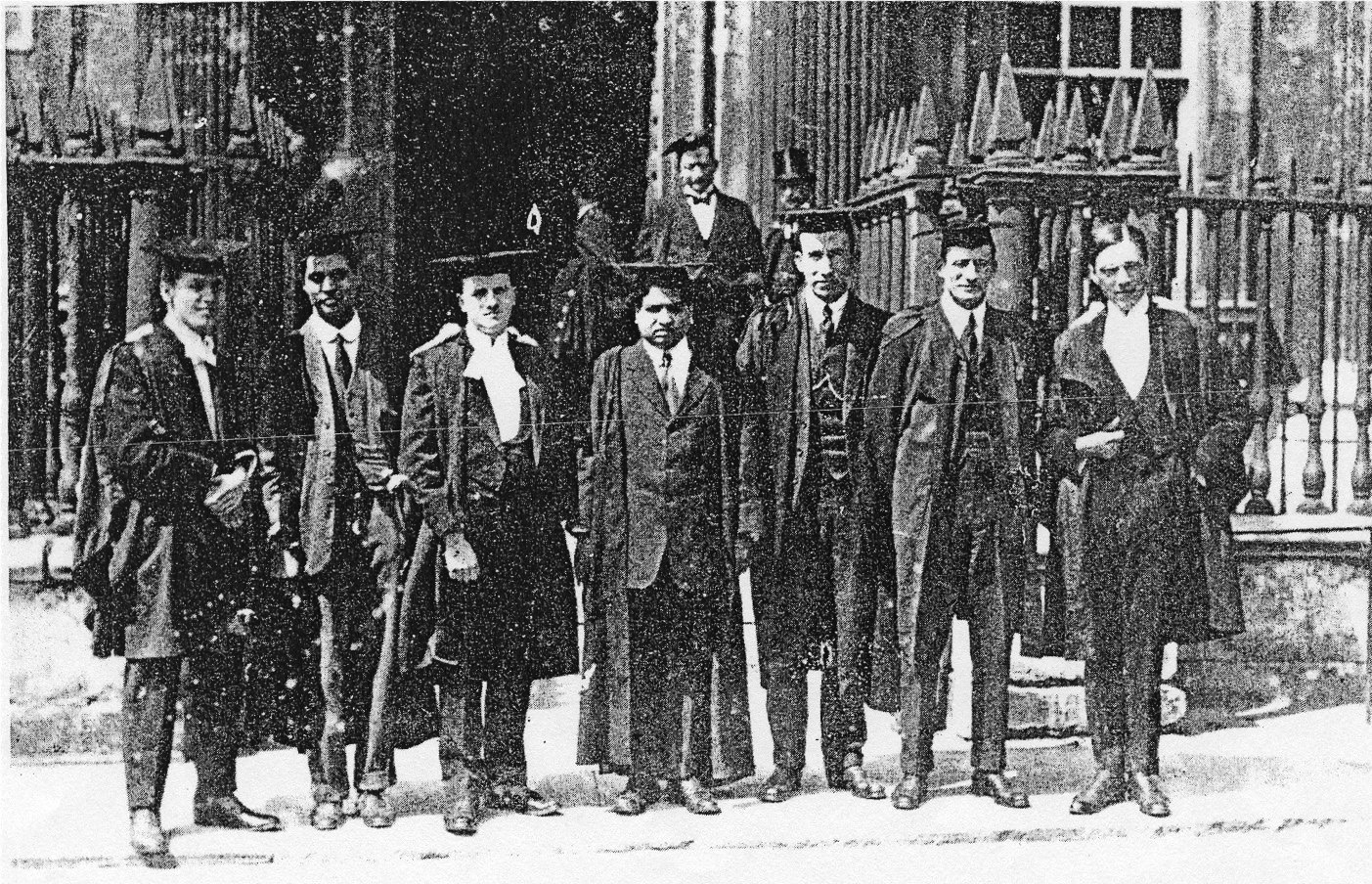
ケンブリッジ大学トリニティ・カレッジにて他の科学者と共に撮影。中央がラマヌジャン。

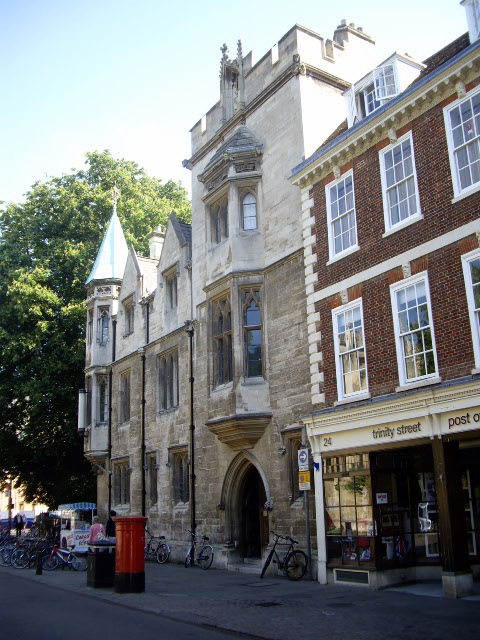
ケンブリッジ大学トリニティ・カレッジヒューウェル寮

こうしてハーディは、ラマヌジャンの研究が並外れたものであることを認め、彼をケンブリッジ大学に招聘した。ラマヌジャンはE. H. ネヴィルの力を借りて1914年に渡英する。王立協会フェローに選出されるが、イギリスでの生活に馴染むことができず、やがて身体的な衰弱を来たして病気を患い、1919年にインドへ帰国。1920年に32歳の若さで病死した。ラマヌジャンの病気については、結核か重度のビタミン欠乏症と言われていたが、近年の研究では赤痢を併発していたことからアメーバ性肝炎とされている。ハーディへ宛てた最後の手紙には、彼がまだ新しい数学的アイデアや定理を生み出し続けていたことを物語っている。

### 没後
1997年にラマヌジャンの影響を受けた数学のあらゆる分野の研究を掲載するための科学雑誌『ラマヌジャン・ジャーナル』が創刊された。
2005年、アーベル基金がラマヌジャン賞を創設し、インド科学アカデミーがSASTRAラマヌジャン賞を創設した。
2014年にインドで「ラマヌジャン 」という伝記映画が制作され、2015年にはイギリスで「奇蹟がくれた数式」という伝記映画が制作された。

## 業績
ラマヌジャンはその短い生涯の間に、独自に3,900近くの結果（ほとんどが恒等式と方程式）をまとめあげた。ラマヌジャン素数、ラマヌジャンθ関数、分割式、模擬θ関数など、彼の独創的で非常に型破りな結果は、全く新しい分野を開拓し、膨大な量の研究を促すことになった。彼の何千もの結果のうち、1, 2ダース分を除いて、すべてが正しいことが現在証明されている。
渡英後に発表した40編の論文の他には、渡英前の数学的発見を記したノートが3冊、帰国後に記された「失われたノートブック」が残っている。彼のノートには、発表された結果や未発表の結果がまとめられており、「新しい数学的アイデアの源」として、彼の死後数十年にわたって分析・研究されてきた。特に「失われたノートブック」には、晩年の発見が記されており、数学者たちの間で大きな話題となった。ただし、ラマヌジャンは大学で系統的な数学教育を受けなかったので、いわゆる「証明」という概念を持っておらず、得た「定理」に関して彼なりの理由付けをするに留まっており、ラマヌジャンの業績は理解されにくかった。共同研究を行っていたハーディも、彼の直感性を損ねることを恐れて証明を押し付けることは避け、朝ラマヌジャンが持ってきた半ダースもの「定理」を1日かけて証明するという方法をとった。その後、多くの数学者の協力により、彼が26歳までに発見した定理に関して証明が行われた。その作業が完了したのは1997年であり、「ノートブック」と「失われたノートブック」の全文が出版完了したのは2018年である。ラマヌジャンの死後1世紀近く経った現在も、彼の著作の中にある「単純な性質」や「類似した結果」というコメント自体が、疑われていなかった深遠かつ微妙な整数論の結果であることが、研究者たちによって発見され続けている。
渡英前のノートに記された公式群は、既に知られていたものも多かったが、連分数や代数的級数などに関しては新しい発見があった。渡英後に発表したラマヌジャンの保型形式、それに関連したラマヌジャン予想は重要な未解決問題であった。その他、ロジャース・ラマヌジャン恒等式の再発見や確率論的整数論を創始した功績も高く評価されているが、帰印後のハーディへの手紙に記された「モックテータ関数」の発見が最高の仕事と評されている。後にハーディはラマヌジャンの仕事について、以下のように述懐している。
また、ハーディは1点から100点までの点数で数学者をランク付けしていた。それによると、ハーディ自身は25点、リトルウッドが30点、ヒルベルトが80点、そしてラマヌジャンが100点だった。ハーディは謙遜して自分をわずか25点にしか評価していないが、ラマヌジャンに100点を与えたのは、彼の業績に対してハーディが抱いていた尊敬の度合いを表している。

### ラマヌジャンのτ関数
ラマヌジャンは、現在ラマヌジャンのデルタと呼ばれている次の保型形式を計算した。
{\displaystyle \Delta =x\prod _{n=1}^{\infty }(1-x^{n})^{24}=\sum _{n=1}^{\infty }\tau (n)x^{n}}
彼は x のべきの係数 {\displaystyle \tau (n)} が乗法的な関数であることを見抜き、さらにそこから
{\displaystyle \sum _{n=1}^{\infty }\tau (n)n^{-s}}
を考えて、そのオイラー積表示
{\displaystyle \prod _{p}{\frac {1}{1-\tau (p)p^{-s}+p^{11-2s}}}}
を与えた。このオイラー積には p−2s という p−s の2次の因子が現れており、このようなオイラー積はラマヌジャンによって初めて発見されたものである（「2次のゼータ」の発見）。

### タクシー数
ラマヌジャンの逸話として有名なものの一つに次のものがある。
1918年2月ごろ、ラマヌジャンは療養所に入っており、見舞いに来たハーディは次のようなことを言った。
「乗ってきたタクシーのナンバーは1729だった。さして特徴のない数字だったよ」
これを聞いたラマヌジャンは、すぐさま次のように言った。
「そんなことはありません。とても興味深い数字です。それは2通りの2つの立方数の和で表せる最小の数です」
実は、1729は次のように表すことができる。
1729 = 123 + 13 = 103 + 93
すなわち、1729が「A = B3 + C3 = D3 + E3」という形で表すことのできる数 A のうち最小のものであることを、ラマヌジャンは即座に指摘したのである。
このようなことから、リトルウッドは「全ての自然数はラマヌジャンの個人的な友人だ」と述べたと言われる。この逸話のため、1729は俗にハーディ・ラマヌジャン数やタクシー数などと呼ばれており、スタートレックやフューチュラマなどのSFや、ハッカー文化の文脈では「一見すると特に意味のない数」のような文脈でこの数が使われていることがある。ちなみに1729は、カーマイケル数でもある。
この逸話には続きがあり、ハーディが四乗数でも同様のものがあるのかを尋ねた所、ラマヌジャンは少し考えた後「あると思うが大きすぎて分からない」と答えたという。この直感は当たっており、実際、四乗数はそれより何桁も大きい数である。
635 318 657 = 1344 + 1334 = 1584 + 594
補足：上記でいう立方数は自然数を3乗した数のことであり、整数（0は含まず）を3乗した数として負の数まで含め、また絶対値が違う組み合わせからなる値は91が最小（絶対値が最小）である。
91 = 63 + (−5)3 = 43 + 33

#### タクシー数とK3曲面
ラマヌジャンが1729という数字を何故意識していたのか、没後90年以上よく分っていなかったが、21世紀に入って理由が判明した。
2013年、エモリー大学のケン・オノはアンドリュー・グランヴィルと共にケンブリッジ大学が所蔵するラマヌジャンの遺稿を調査した際、インド帰国後の1919年に病床で記したノートの中に、1729の計算とそれにまつわる覚書があるのを発見した。オノとグランヴィルが驚いたことに、ラマヌジャンはその中で次数3である場合のフェルマーの最終定理の「反例に近い値」を無限個生成する式を与えていた。つまり、a3 + b3 = c3 + 1 または a3 + b3 = c3 − 1を満たす a, b, c を探すという問題に対する答である。1729は103 + 93 = 123 + 13としてこの計算の中に現れる。
オノはこの発見を持ち帰り、彼の指導院生であるSarah Trebat-Lederと共に精査した結果、この時ラマヌジャンは答を導出する過程で1729と楕円曲線から今日で言うK3曲面を構成していたことを発見した。これはアンドレ・ヴェイユによるK3曲面の再発見と命名に30年以上先行する仕事である。更にラマヌジャンのK3曲面はランク≧2の楕円曲線を無限個生成するという特別な性質を持っていた。プリンストン大学のマンジュル・バルガヴァはこれを「これまで未知だった性質を示す素晴らしい例」であり、数学にまた新たな発展をもたらすだろうと述べた。
具体的には、ラマヌジャンは一般に
{\displaystyle X^{3}+Y^{3}=Z^{3}+W^{3}}
を考察し、1913年に無限個の解を与える公式
{\displaystyle (6A^{2}-4AB+4B^{2})^{3}+(-3A^{2}-5AB+5B^{2})^{3}=(4A^{2}-4AB+6B^{2})^{3}+(5A^{2}-5AB-3B^{2})^{3}}
を発見し、その後オイラーの一般有理解と等価な一般有理解の公式を得ている。
オノらは、上記の整数解で t = A/B としたもの
{\displaystyle (6t^{2}-4t+4)^{3}+(-3t^{2}-5t+5)^{3}=(4t^{2}-4t+6)^{3}+(5t^{2}-5t-3)^{3}}
は楕円曲線
{\displaystyle X^{3}+Y^{3}=k(t),k(t)=63(3t^{2}-3t+1)(t^{2}+t+1)(t^{2}-3t+3)}
の2つの有理点を与え、さらにこの楕円曲線は関数体 {\displaystyle \mathbb {Q} (t)} 上の楕円曲線とみると階数2をもち、{\displaystyle (6t^{2}-4t+4,-3t^{2}-5t+5),(4t^{2}-4t+6,5t^{2}-5t-3)} によって生成されることを示した。特に、与えられた有理数 t に対して（有限個の例外を除き）この楕円曲線は有理数上2以上の階数をもつ。また曲面
{\displaystyle X^{3}+Y^{3}=k(Z)}
は楕円K3曲面であることを示したのである。

### 円周率の公式
ラマヌジャンは、今日ではモジュラー関数と呼ばれる考えを元に、次の円周率の公式を発見した。
{\displaystyle {\frac {1}{\pi }}={\frac {2{\sqrt {2}}}{99^{2}}}\sum _{n=0}^{\infty }{\frac {(4n)!(1103+26390n)}{(4^{n}99^{n}n!)^{4}}}}
{\displaystyle {\frac {4}{\pi }}=\sum _{n=0}^{\infty }{\frac {(-1)^{n}(4n)!(1123+21460n)}{882^{2n+1}(4^{n}n!)^{4}}}}
これらの公式は、収束が非常に早いものとして知られている。1985年に、ウィリアム・ゴスパー (William Gosper) は、1番目の式を用いて、当時としては世界最高の1752万6200桁を計算した。ただしラマヌジャンは証明を書き残していなかったので、ゴスパーの計算が正しく円周率を与えるかは保証されなかったが、得られた結果はそれまでに計算されていた円周率の値と整合したので、式の正しさのある意味で実験的な「証明」を与えたことになる。これらの式はその後に数学的に正当な方法で証明された。
また、次のような円周率に関する近似式も発見している。
{\displaystyle \pi \approx {\sqrt[{4}]{\frac {2143}{22}}}=3.1415926525\cdots }
{\displaystyle \pi \approx {\frac {63\left(17+15{\sqrt {5}}\right)}{25\left(7+15{\sqrt {5}}\right)}}=3.1415926538\cdots }
{\displaystyle {\frac {1}{2\pi {\sqrt {2}}}}\approx {\frac {1103}{99^{2}}}\iff \pi \approx 3.1415927\cdots }

## 著作
- Srinivasa Ramanujan; G. H. Hardy, P. V. Seshu Aiyar, B. M. Wilson, ブルース・バーント（英語版） (2000). Collected Papers of Srinivasa Ramanujan. AMS. ISBN 0-8218-2076-1

原書は1927年にラマヌジャンの死後に出版された。数学の専門誌に掲載されたラマヌジャンの論文37編を収録。第3版にはブルース・バーントの注釈が追加されている。
- S. Ramanujan (1957). Notebooks (2 Volumes). Bombay, India: Tata Institute of Fundamental Research

ラマヌジャンによって記されたノートブックの影印を収録。
- S. Ramanujan (1988). The Lost Notebook and Other Unpublished Papers. New Delhi, India: Narosa. ISBN 3-540-18726-X

ラマヌジャンの“失われたノートブック”の影印を収録。
- K. Srinivasa Rao. “Questions by Srinivasa Ramanujan”.   Journal of the Indian Mathematical Socity. 2012年12月22日閲覧。
- S. Ramanujan (2012). Notebooks (2 Volumes). Bombay, India: Tata Institute of Fundamental Research

チェンナイのRoja Muthiah Research Libraryにより直筆草稿よりスキャンされたマイクロフィルムから作成。